# بكتيريا السماد الحرارية
بكتيريا السماد الحرارية (بالإنجليزية: Coprothermobacterota)‏ هي شعبة بكتيريا إقترحت كتصنيف جديد لسلالات بكتيريا جديدة. وتضم طائفة سمادويات حرارية والتي تحتوي بدورها على رتبة واحدة هي سمادايات حرارية وعائلة واحدة هي سماديات حرارية والتي تشمل جنس سمادية حرارية وهذا الأخير يضم الأنواع سمادية حرارية حالة للبروتين و سمادية حرارية بلاتانية (بالإنجليزية: Coprothermobacter platensis)‏

## أصل التسمية
إشتق الاسم من اسم الجنس (بالإنجليزية: Coprothermobacter)‏ حيث (باللاتينية: kopros) تعني سماد أو فضلات و (باللاتينية: thermos) تعني دافئ أو حار و (باللاتينية: bacter) تعني بشكل قضيب أو بكتيريا عصوية الشكل